# Eugenio Dellacasa
Eugenio Dellacasa (Genova, 21 aprile 1901 – Genova, 25 agosto 1985) è stato un calciatore e pallanuotista italiano.
Fu noto anche come Dellacasa II, per distinguerlo dal fratello Angelo, Dellacasa I, suo compagno di squadra nella sezione calcio dell'Andrea Doria.

## Carriera

### Calcio
Con i biancoblu dell'Andrea Doria ottenne il quinto posto nel Girone A della Prima Divisione 1921-1922.

### Pallanuoto

#### Club
Nella stagione 1920 fu tra le file del Genoa, con cui vinse il Torneo Preolimpico di Millesimo.
Successivamente Dellacasa vestì i colori dell'Andrea Doria, con cui vinse almeno due campionati nel 1921 e 1922.

#### Nazionale di pallanuoto
Con la nazionale italiana partecipò ai Giochi olimpici di Parigi, con cui non superò il primo turno del torneo di pallanuoto.